# Platinum & Gold Collection (Lit)
Platinum & Gold Collection è una raccolta dei Lit, uscito il 4 maggio 2004 dalla RCA. Contiene brani degli album A Place in the Sun e Atomic.

## Formazione
- A. Jay Popoff - voce
- Jeremy Popoff - chitarra, voce
- Kevin Baldes - basso
- Allen Shellenberger - batteria

## Tracce
- Tutti i pezzi sono di A. J. Popoff e J. Popoff eccetto ove indicato

1. Something To Someone - 4:50
2. My Own Worst Enemy - 2:49
3. Quicksand - 3:17
4. Miserable - 4:17
5. Lipstick and Bruises - 3:01
6. Happy in the Meantime (remix) (A. J. Popoff, J. Popoff, Danny Walker) - 2:45
7. Over My Head - 3:40
8. Zip-Lock - 3:33
9. Addicted - 2:57
10. Four - 3:22
11. The Party's Over - 2:42
12. Down (acustica) - 3:45